# حزب نازی کانادا
حزب ناسیونال سوسیالیست کانادا (به انگلیسی: Canadian National Socialist Party)، معروف به حزب نازی کانادا (به انگلیسی: Canadian Nazi Party)، حزبی با ایدئولوژی نازیسم در کشور کانادا بود که از سال ۱۹۶۵ تا ۱۹۷۸ فعالیت می‌کرد. این حزب توسط ویلیام جان بیتی رهبری می‌شد.